# Sunne landskommun, Jämtlands län
Sunne landskommun var en tidigare kommun i Jämtlands län. 

## Administrativ historik
Sunne landskommun inrättades i Sunne socken i Jämtland när 1862 års kommunalförordningar trädde i kraft 1863. Den upphörde vid kommunreformen 1952, då den gick upp i Hackås landskommun. Sedan 1971 tillhör området Östersunds kommun.

## Kommunvapen
Sunne landskommun förde inte något vapen.

## Se även

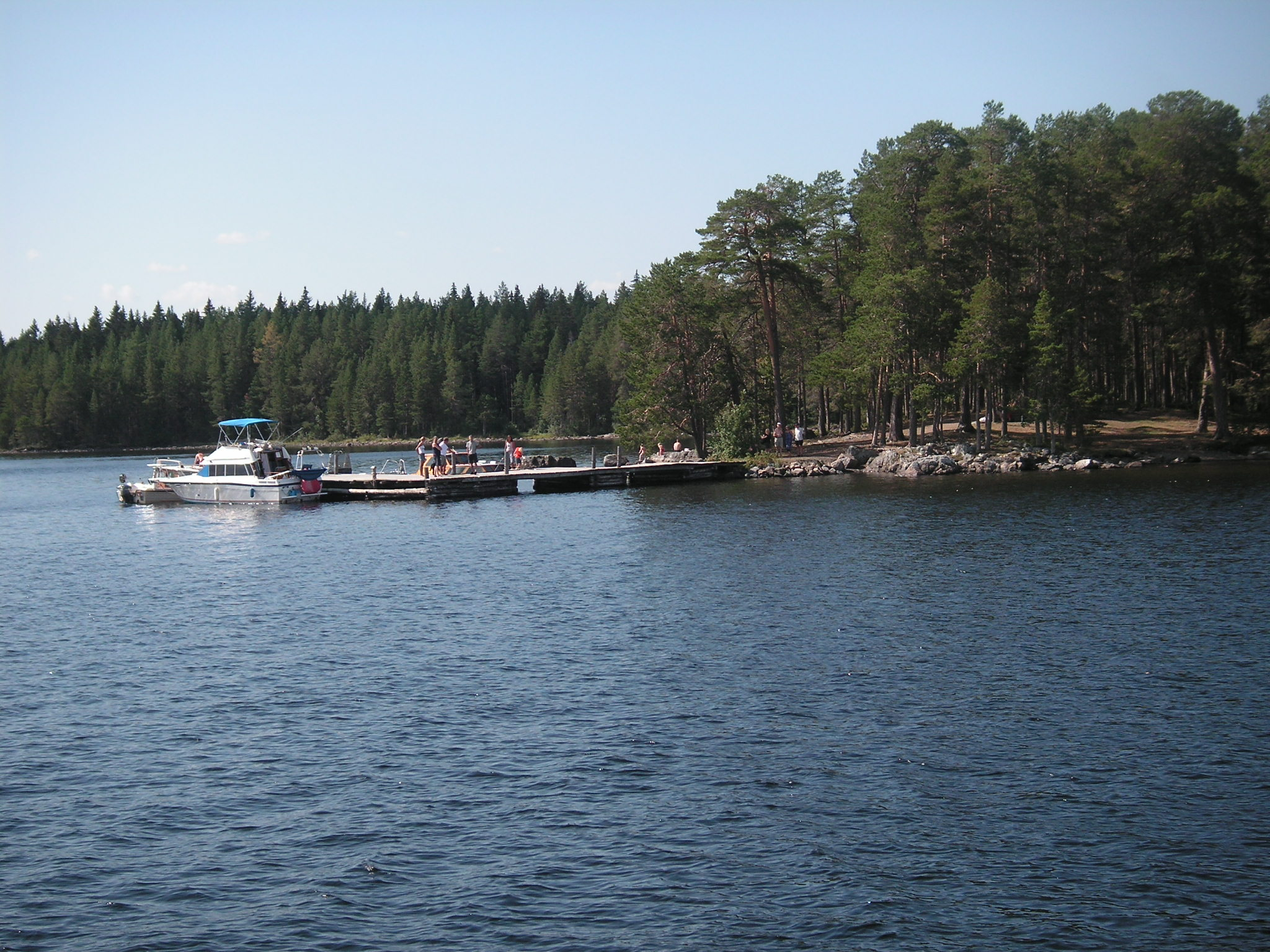
Bryggan på Andersön.

## Politik

### Mandatfördelning i valen 1938-1946
| 8 | 12 |

| 20 |

| 5 | 5 | 10 |

| 20 |

| 6 | 2 | 12 |

| 20 |